# クリミア自治ソビエト社会主義共和国

クリミア自治ソビエト社会主義共和国
Крымская Автономная Социалистическая Советская Республика
Кърым Автономиялы Совет Социалист Республикасы

1938年のクリミア半島の地図

クリミア自治ソビエト社会主義共和国（クリミアじちソビエトしゃかいしゅぎきょうわこく、ロシア語: Крымская Автономная Социалистическая Советская Республика、クリミア・タタール語: Кърым Автономиялы Совет Социалист Республикасы）は、1921年10月18日にクリミア半島を覆うタヴリダ県の領域にロシア・ソビエト連邦社会主義共和国に設立された自治共和国。首都はシンフェロポリで、公式言語はロシア語とクリミア・タタール語であった。当初クリミア自治社会主義ソビエト共和国として設立され、1936年12月5日にはソビエトの第8臨時議会で自治共和国はクリミア自治ソビエト社会主義共和国に改名された。頭文字をとってクリミアASSRとも。
人口の重要な一部をクリミア・タタールが占めていたが、彼らは財産と市民権と奪われ、1944年には中央アジアへクリミア・タタール人が強制移住させられた。彼らの生来の権利は1967年に復活したが、彼らの故郷への帰還はソビエト連邦の崩壊まで許されなかった。
1945年6月30日、ソビエト連邦最高議会の両常設委員会とロシア共和国の最高議会の法令によって、ロシア共和国のクリミア州に再編され、1954年にウクライナ共和国に移管された。
1991年12月26日のソ連崩壊直前、クリミア自治ソビエト社会主義共和国は1991年2月12日にヴェルホーヴナ・ラーダによって再度設立された。現在のクリミア共和国に相当する。

## 代表

### 革命委員会主席
- 1920年11月16日-1921年2月20日 : クン・ベーラ
- 1921年2月20日-1921年11月7日 : Mikhail Poliakov (後のNKVDトロイカの一人)

### 共和国議会議長

#### 中央執行委員会
- 1921年11月7日-1924年8月 : Yuriy Gaven (Janis Daumanis)
- 1924年8月-1928年1月28日 : Veli Ibraimov
- 1928年1月28日-1931年2月20日 : Memet Kubayev
- 1931年2月20日-1937年9月9日 : Ilyas Tarkhan (1937年9月8日に逮捕)
- 1937年9月9日-1938年7月21日 : Abdul-Celil Menbariyev

#### ソビエト最高議会
- 1938年7月21日-1944年5月18日 : Abdul-Celil Menbariyev (中央アジア追放)
- 1944年5月18日-1945年6月30日 : N.Sachiova (代行)

#### ソビエト連邦崩壊後
- 1991年3月22日-1994年5月9日 : Nikolay Bagrov

## 政府首班

### 中央執行委員会第1会議によって設置されたソビエト人民委員
- 1921年11月11日-1924年5月16日 : Sakhib-Garey Said-Galiyev
- 1924年5月16日-1924年5月 : I.Goncharov (代行)
- 1924年5月-1926年3月21日 : Osman Deren-Ayerly
- 1926年3月21日-1929年5月 : Emir Shugu
- 1929年5月-1937年9月16日 : Abduraim Samedinov (1937年9月17日に逮捕)
- 1937年-1942年4月5日 : Memet Ibraimov
- 1942年4月5日-1944年5月18日 : Ismail Seyfullayev
- 1944年5月18日-1945年6月30日 : Aleksandr Kabanov

### ソビエト大臣
- 1991年3月22日-1993年5月20日 : Vitaliy Kurashik

## チェキスト

### チェッカー
- 1921年4月以前 : Mikhail Vikhman (後にチェルニーヒウに送られる)
- 1921年4月 - 1921年6月 : Smirnov
- 1921年6月20日 - 1921年 : Fyodor Fomin (キエフに移動)
- 1921年11月11日 - 1922年2月 : Aleksandr Rotenberg

### クリミアゲーペーウー
- 1922年2月 - 1922年9月11日 : Aleksandr Rotenberg
- 1922年9月22日 - 1923年4月25日 : Stanislav Redens

### 合同ゲーペーウー
- 1923年4月25日 - 1924年6月9日 : Stanislav Redens
- 1924年5月20日 - 1925年7月29日 : Sergei Szwarz (黒海海軍特別部門へ移動)
- 1925年 : Aleksandr Toropkin (ウラルへ移動)
- 1926年10月 - 1928年4月26日 : Ivan Apeter (黒海海軍特別部門へ移動)

### OGPU
- 1928年4月16日 - 1929年12月 : Grigoriy Rapoport (ベラルーシ軍管区に移動)
- 1930年1月 - 1934年7月10日 : Eduard Salins (Eduards Saliņš)

### NKVD役員
- 1934年7月15日 - 1934年12月17日 : Eduard Salins (オムスクに移動)
- 1935年1月2日 - 1937年2月16日 : Tite Lordkipanidze

### NKVD
- 1937年2月16日 - 1937年6月29日 : Tite Lordkipanidze (1937年に志望)
- 1938年6月29日 - 1937年10月20日 : Karp Pavlov
- 1937年10月20日 - 1938年8月4日 : Artur Mikhelson (モスクワ-オムスク河川輸送に移動)
- 1938年8月4日 - 1938年12月28日 : Lavrentiy Yakushev (also Babkin)
- 1928年12月19日 - 1941年2月26日 : Grigoriy Karanadze
- 1941年2月26日 - 1941年7月31日 : Pyotr Fokin (第4部門に移動、チェキストグループを指揮。)
- 1941年7月31日 - 1942年12月17日 : Grigoriy Karanadze
- 1943年10月5日 - 1945年7月5日 : Vasiliy Sergiyenko

## 国旗・国章
- 1921年制定の国旗
- 1929年制定の国旗
- 1921年制定の国章

## 註
1. ↑  Handbook of history of Communist Party and Soviet Union
2. ↑  Subtelny, Orest (2000). Ukraine: A History. University of Toronto Press. p. 483. ISBN 0-8020-8390-0
3. ↑  “The Transfer of Crimea to Ukraine”. International Committee for Crimea (2005年7月). 2007年3月25日閲覧。
4. ↑  “Day in history - 20 January” (Russian). RIA Novosti (2006年1月8日). 2007年9月30日時点のオリジナルよりアーカイブ。2007年8月6日閲覧。